# Savarso Camsaracano
Savarso Camsaracano (em armênio: Շաւարշ; romaniz.: Šawarš; em latim: Savarsus; 389) foi um nobre armênio do final do século IV e começo do V. 

## Nome
Savarso (Savarsus) é a forma latina do armênio Xavarxe (Շաւարշ, Šawarš), que derivou do avéstico Siauarxã (Siiāuuaršan-; lit. "que possui garanhões pretos") através do persa médio Siavaxe (⁠Siyāwaxš) e parta (Siyāwaš⁠). Foi registrado em corásmio como Xevexe (Šʾwš), em elamita como Xiamarxa (𒅆𒅀𒈥𒃻, ši-ia-mar-šá), em árabe como Xiavaxe (سِيَاوَش, Siyāwaš) e em grego como Sábaris (Σάβαρις), Seoses (Σεόσης, Seósēs) e Siauasc(is) (Σιαύασκ(ις), Siaúask(is)).

## Vida
Savarso era filho de Esfendadates I. No reinado de Ársaces II (r. 350–368), acompanhou seu pai ao Império Romano após sua família ser massacrada sob ordens reais. Em 389, quando o rei Cosroes IV (r. 385–389) foi deposto sob ordens do xainxá do Império Sassânida,[a] Savarso reuniu-se com outros nobres e formou uma pequena força de 700 cavaleiros com o intuito de atacar o comboio que transportava o rei para salvá-lo. Na batalha que se seguiu, todos os nobres armênios, exceto seu companheiro Pargeva, morreram em combate.